# Mikrovlnný přenos

Atmosférický útlum mikrovln v suchém vzduchu s hladinou vodní páry 0,001 mm. Spodní hroty v grafu odpovídají frekvencím, na nichž jsou mikrovlny pohlcovány silněji, např. molekulami kyslíku.

Mikrovlnný přenos je přenos dat elektromagnetickými vlnami o v mikrovlnném frekvenčním rozsahu 300 MHz až 300 GHz (vlnová délka ve vakuu 1 m - 1 mm) elektromagnetického spektra. Dosah mikrovlnných signálů je normálně omezen přímou viditelností, proto dálkový přenos s použitím těchto signálů vyžaduje řadu opakovačů tvořících mikrovlnnou radioreléovou síť. Mikrovlnné signály lze také používat pro komunikaci za horizont s využitím troposférického rozptylu, ale takové systémy jsou nákladné a obecně se používají pouze pro speciální účely.

## Historie
I když experimentální mikrovlnné telekomunikační spojení přes Lamanšský průliv na vzdálenost 64 km bylo předvedeno již v roce 1931, technologie pro praktické využití mikrovlnné komunikace poskytl až vývoj radarů za druhé světové války. Britská armáda během 2. světové války zavedla bezdrátovou soupravu č. 10 (Wireless Set No. 10), která používala mikrovlnná relé na multiplex osmi telefonních kanálů na dlouhé vzdálenosti. Spoj přes kanál La Manche umožňoval generálovi Bernardu Montgomerymu být v neustálém kontaktu s velitelstvím své skupiny v Londýně.
V poválečném období se mikrovlnná technologie velmi rychle vyvíjela, což vedlo k výstavbě několika transkontinentálních mikrovlnných radioreléových systémů v Severní Americe a Evropě. Kromě současného přenosu tisíců telefonních hovorů se tyto sítě také používaly pro přenos televizních signálů pro celostátní vysílání, a později i pro přenos dat. V 70. a 80. letech 20. století ovládly trh s televizním vysíláním komunikační satelity a zavádění dálkových optických systémů v 80. a zvláště 90. letech 20. století vedlo k rychlému zániku radioreléových sítí, z nichž většina byla opuštěna.
Po roce 2010 došlo k explozivnímu nárůstu využití mikrovlnného spektra novými telekomunikačními technologiemi, jako jsou bezdrátové sítě a satelity s přímým vysíláním, které slouží k přenosu televize a rozhlasu přímo do domácností spotřebitelů. Větší spoje se šířením na přímou viditelnost jsou opět oblíbené pro komunikaci spojení mezi mobilní telefonními základnovými stanicemi, které však obvykle nejsou organizovány do dlouhých radioreléových řetězců.

## Použití
Mikrovlny se nejčastěji používají pro dvoubodovou komunikaci, protože jejich malá vlnová délka umožňuje použití antén rozumné velikostí pro vytvoření úzkého paprsku, který lze směrovat přímo na přijímací anténu. Toto použití přesně zaměřených přímých paprsků umožňuje mikrovlnným vysílačům ve stejné oblasti používat stejné frekvence bez vzájemného rušení, ke kterému dochází na nižších frekvencích rádiových vln. Toto znovupoužití frekvencí šetří cenné omezené pásmo rádiového spektra. Další výhodou je, že vysoká frekvence mikrovln poskytuje v mikrovlnném pásmu velmi velkou přenosovou kapacitu; mikrovlnné pásmo má šířku pásma třicetkrát větší než celý zbytek rádiového spektra pod ním. Nevýhodou je, že mikrovlny jsou omezeny na šíření na přímou viditelnost; nemohou proto překonávat hory nebo jiné terénní překážky jako nižší frekvence rádiových vln.

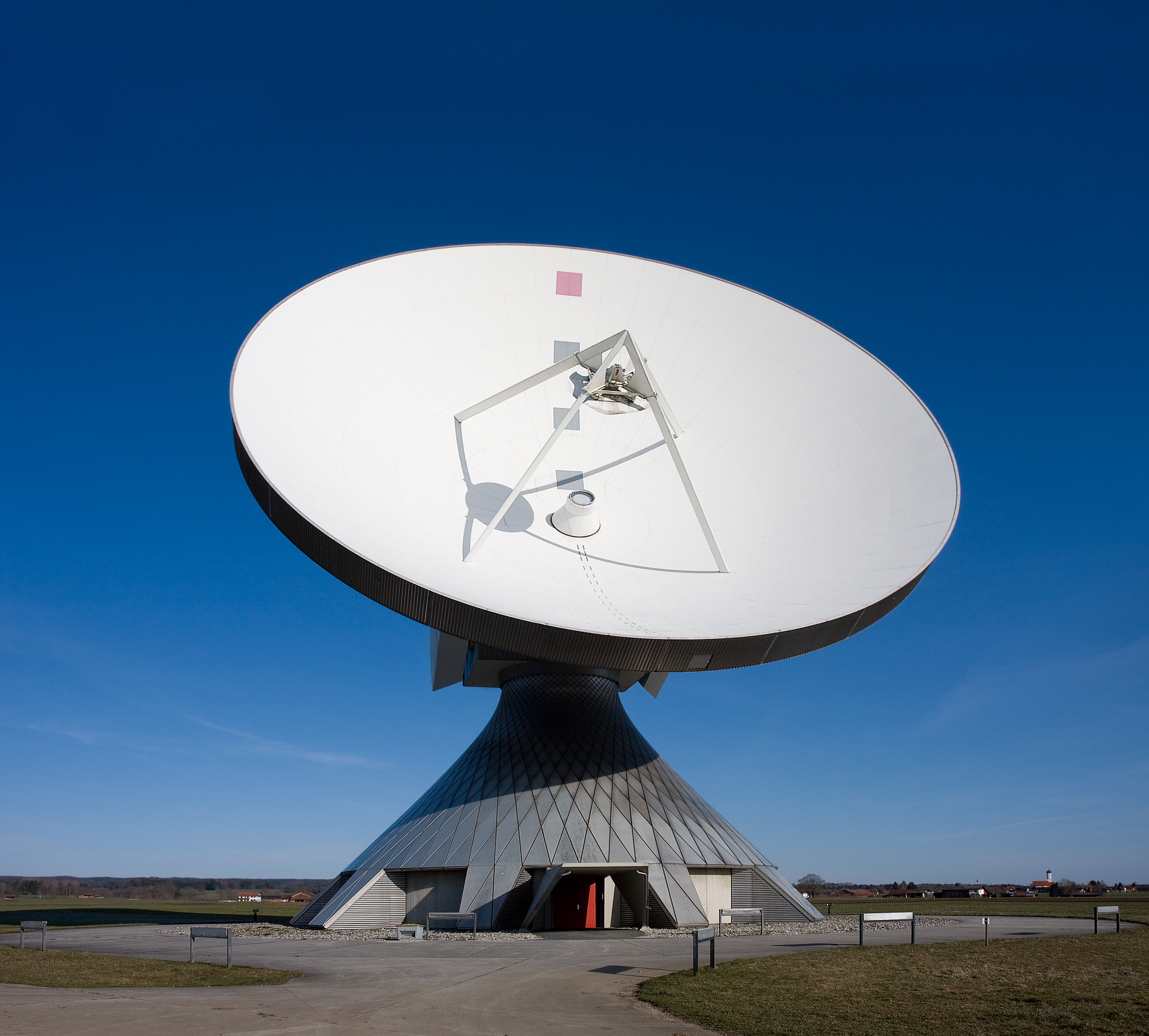
Parabolická satelitní anténa pozemní stanice Erdfunkstelle Raisting v bavorském Raistingu v Německu

Mikrovlnný rádiový přenos se často používá v dvoubodových komunikačních systémech na povrchu Země, v satelitních komunikacích a při komunikaci s kosmickými sondami. Ostatní části mikrovlnného rádiového pásma se používají pro radary, rádiové navigační systémy, senzorové systémy a v radioastronomii.
Další vyšší frekvenční pásmo rádiového spektra mezi 30 GHz a 300 GHz, se nazývá „milimetrové vlny“, podle rozsahu jejich vlnových délek mezi 10 mm a 1 mm. Rádiové vlny v pásmu milimetrových vln jsou silně zeslabovány plyny v zemské atmosféře, což omezuje použitelnou přenosovou vzdálenost na několik kilometrů, což není dostatečné pro dálkové komunikace. Také elektronické technologie pro pásmo milimetrových vln nejsou dosud tak pokročilé jako technologie pro mikrovlnné pásmo.
Bezdrátový přenos informací
- Jednosměrná a obousměrná telekomunikace pomocí telekomunikačních družic
- Pozemní mikrovlnné radioreléové spoje v telekomunikačních sítích včetně páteřní síť nebo páteřní připojení mobilní operátoři v buňkové sítě

Později se mikrovlny začaly též používat pro bezdrátový přenos energie.

## Mikrovlnná radioreléová komunikace

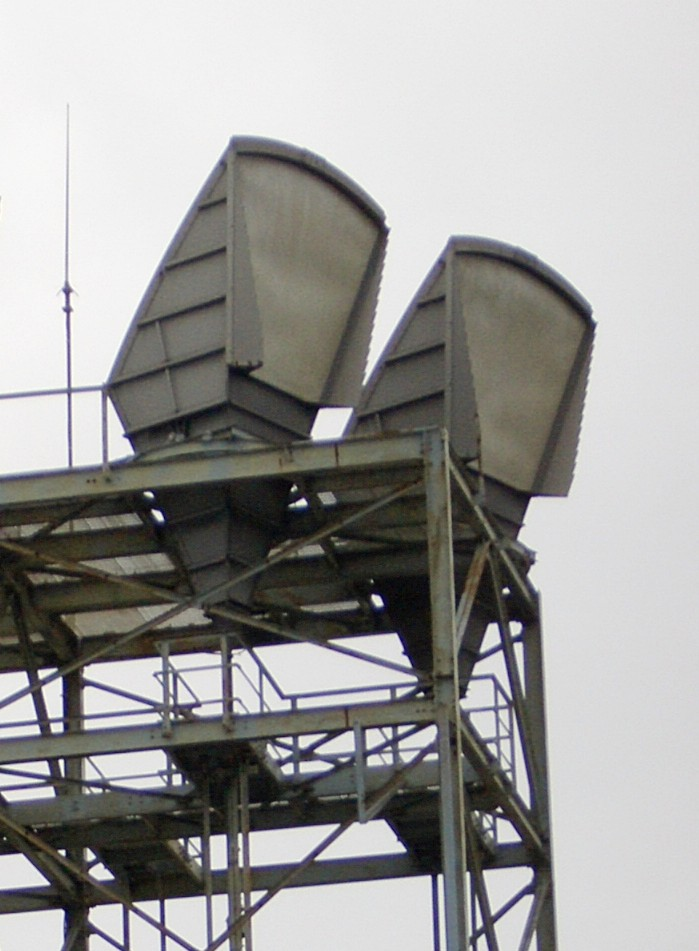
Antény s rohovým reflektorem pro pásmo C na střeše telefonní ústředny v Seattlu ve státě Washington, používaná mikrovlnnou radioreléovou sítí AT&T Long Lines v USA

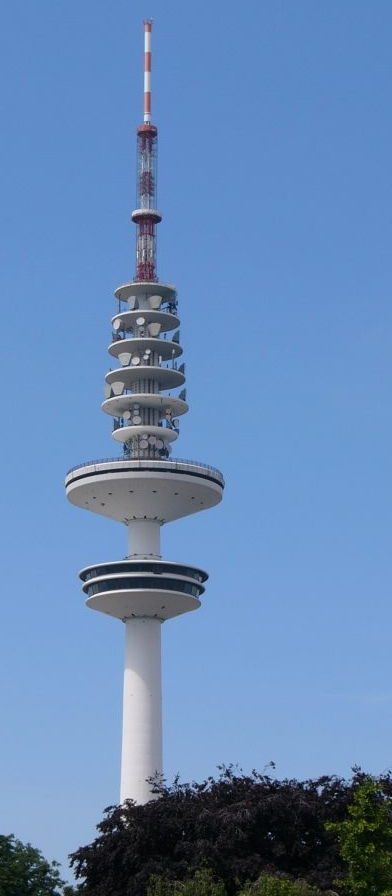
Desítky mikrovlnných parabolických antén na věži Heinricha Hertze v Hamburku v Německu

Mikrovlnná radioreléová komunikace je technologie, která se v 50. a 60. letech 20. století hojně používala pro přenos informací, např. dálkových telefonních hovorů a televizních programů mezi dvěma pozemními body pomocí úzkého svazku mikrovln. Při mikrovlnném radioreléovém přenosu vysílá mikrovlnný rádiový vysílač se směrovou anténou úzký svazek mikrovln, které přenášejí mnoho informačních kanálů na přímou viditelnost do jiné radioreléové stanice, kde jsou přijímány směrovou anténou a přijímačem, čímž se vytvoří pevné rádiové spojení mezi dvěma body. Spoj je obvykle obousměrné, používá vysílač a přijímač na obou koncích pro přenos dat v obou směrech. Požadavek přímé viditelnosti omezuje vzdálenost mezi stanicemi na viditelný obzor, přibližně 48 až 80 km. Pro překlenutí delších vzdáleností musí stanice fungovat jako radioreléové a přeposílat přijaté informace na další stanici po trase. Řetězce mikrovlnných radioreléových stanic byly používány pro přenos telekomunikačních signálů na transkontinentální vzdálenosti. Mikrovlnné radioreléové stanice byly obvykle umístěné na vysokých budovách a vrcholcích hor, s anténami na věžích, aby měly maximální dosah.
Od 50. let 20. století přenášely dálkové telefonní hovory a televizní programy mezi městy sítě mikrovlnných radioreléových spojů, jako byl např. systém AT&T Long Lines v USA. První systém pojmenovaný TDX postavený firmou AT&T propojil v roce 1947 New York a Boston řadou osmi radioreléových stanic. V průběhu 50. let 20. století byla po celých Spojených státech vybudována síť nepatrně vylepšené verze, známá jako TD2. Ta zahrnovala dlouhé řetězené spoje, které překonávaly horská pásma a překlenovaly kontinenty. Spuštění telekomunikačních družic v 70. letech 20. století poskytlo levnější alternativu. Většina transkontinentálního provozu se nyní uskutečňuje přes satelity a optická vlákna, ale mikrovlnné radioreléové trasy zůstávají důležité pro kratší vzdálenosti.

### Plánování

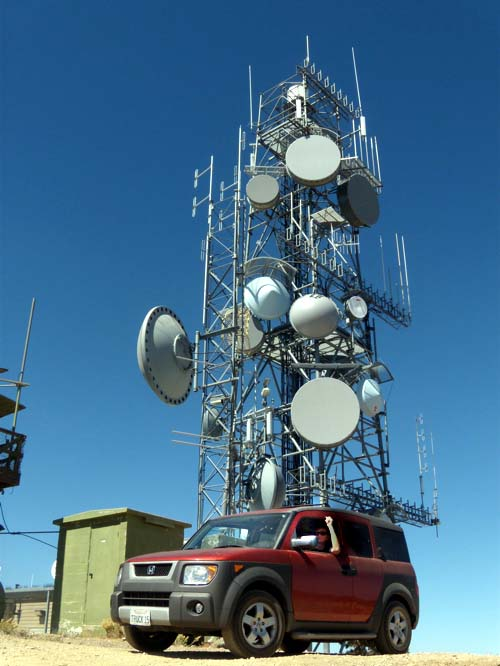
Komunikační věž s mikrovlnnými radioreléovými parabolickými anténami na Frazier Mountain v Jižní Kalifornii

Protože se při mikrovlnném přenosu vlny šíří v úzkých svazcích omezenými přímou viditelností z jedné antény na druhou, neruší se s jinými mikrovlnnými zařízeními, takže blízké mikrovlnné spoje mohou používat stejné frekvence. Antény proto musí být vysoce směrové (s vysokým ziskem) a musí být umístěny na vyvýšených místech jako jsou vysoké rádiové věže, aby se signál mohl vyhnout překážkám blíže k zemi a šířit se na velké vzdálenosti. Obvyklými typy antén používaných pro radioreléové spoje jsou parabolické antény, dielektrické čočkové antény a antény s rohovým reflektorem, které mají průměr až 4 metry. Vysoce směrové antény dovolují hospodárné využití dostupného frekvenční spektra, bez ohledu na velké přenosové vzdálenosti.

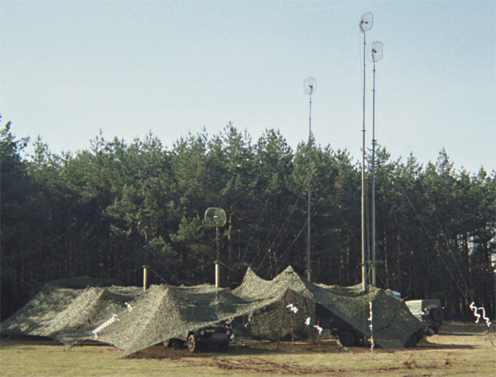
Radioreléový uzel dánské armády

Kvůli použití vysokých frekvencí je nutná přímá viditelnost mezi stanicemi. Kromě toho, aby se zabránilo zeslabování paprsku, oblast okolo paprsku nazývaná první Fresnelova zóna by neměla obsahovat žádné překážky. Překážky v poli signálu způsobí nežádoucí zeslabení. Ideální místem pro antény jsou proto vysoké vrcholy a hřbety hor.
Kromě použití obvyklých opakovačů, které vysílají zády k sobě na různých frekvencích, lze překážky v mikrovlnné trase také řešit pomocí pasivních opakovačů nebo opakovačů se stejnou frekvencí.

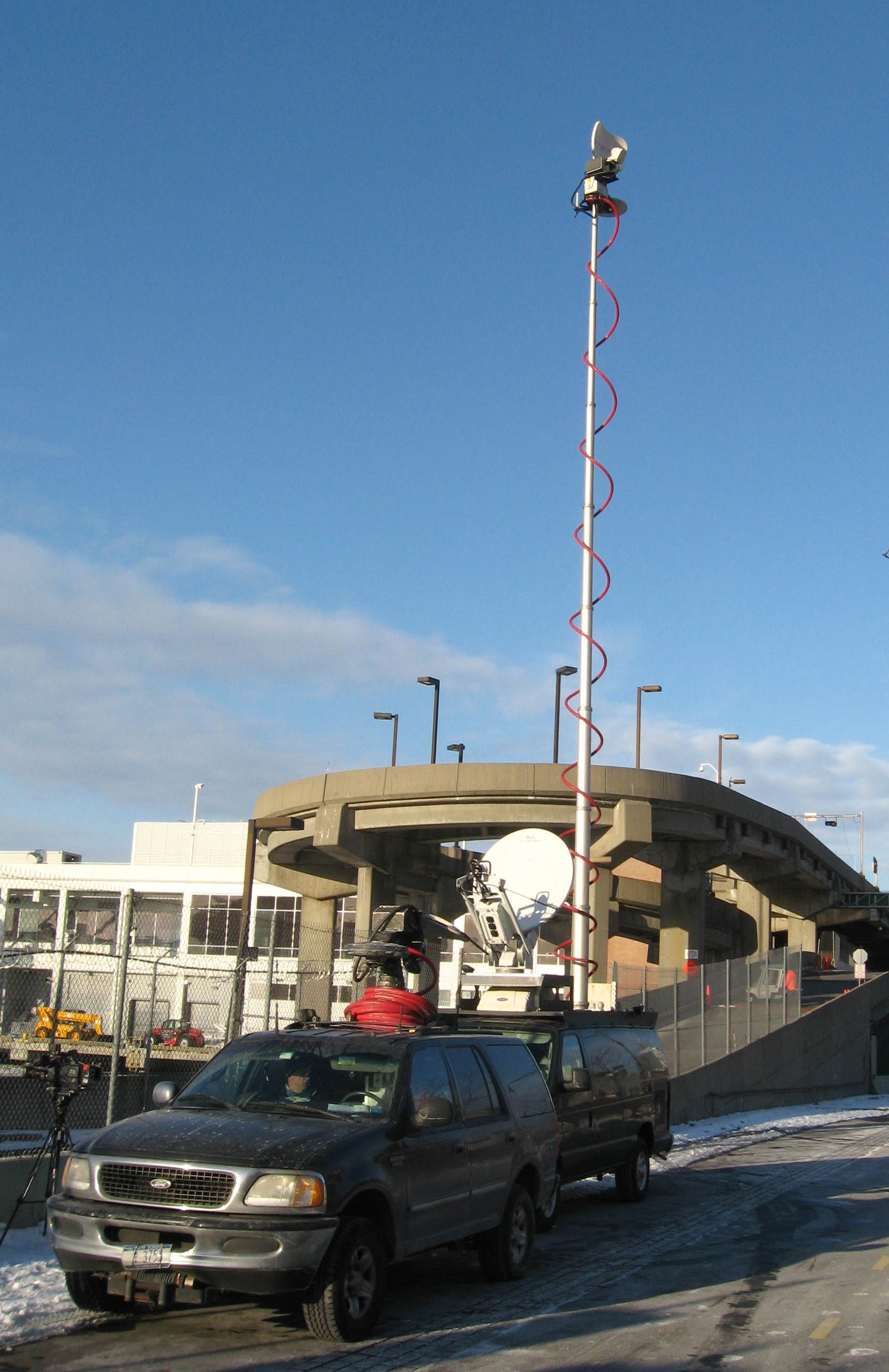
Produkční vůz používaný pro dálkové vysílání televizního zpravodajství má mikrovlnnou anténu na teleskopickém stožáru pro přenos živého videa zpět do studia

Překážky, zakřivení Země, geografie oblasti a problémy s příjmem způsobené využíváním blízkých pozemků (např. průmyslovou výrobou nebo lesnictvím) jsou důležitými faktory, které je třeba uvažovat při plánování rádiových spojů. V procesu plánování je nezbytné vytvořit „profily trasy“, které poskytují informace o terénu a Fresnelových zónách ovlivňujících přenosovou trasu. Pozornost musí být také věnována přítomnosti vodních ploch např. jezer nebo řek po cestě, protože mohou odrážet rádiové vlny, a přímá a odražená vlna se mohou v přijímací anténě vzájemně rušit, čímž dochází k vícecestnému úniku. Vícecestný únik je obvykle hluboké pouze v malé části úzkého kmitočtového pásma, takže lze pro jejich zmírnění využít prostorovou nebo frekvenční diverzitu.
Vlivem rozvrstvení atmosféry se rádiové vlny obvykle ohýbají dolů, takže vzdálenost obzoru, kterou lze považovat za míru zakřivení Země, se zvyšuje z 6370 km na přibližně 8500 km (efekt 4/3 ekvivalentního poloměru). Malé rozdíly teploty, vlhkosti a tlaku v závislosti na výšce mohou způsobovat velké odchylky a zkreslení šíření a ovlivnit kvalitu přenosu. Intenzivní déšť a sněžení způsobují dešťový únik, který je dalším rušivým faktorem, zvláště na frekvencích nad 10 GHz. Veškeré škodlivé faktory zmíněné v této části, souhrnně nazývané útlum trasy, vyžadují výpočet vhodné rezervy výkonu, aby funkčnost spoje byla zachována po většinu času např. 99.99% nebo 99.999% používaných ve službách 'carrier class' většiny telekomunikačních operátorů.
Nejdelší známý mikrovlnný radioreléový spoj protíná Rudé moře s hopem délky 360 km mezi Jebel Erba (661 m nad mořem, 20° s. š., 44° v. d., Súdán) a Jebel Dakka (784 m nad mořem, 21° s. š., 5° v. d., Saúdská Arábie). Spoj byl vybudován v roce 1979 firmou Telettra pro přenos 300 telefonních a jednoho televizního kanálu v kmitočtovém pásmu 2 GHz. (Hop vzdálenost je vzdálenost mezi dvěma mikrovlnnými stanicemi).Šablona:Unreliable source?
Předchozí informace prezentují typické problémy pozemních rádiových spojů používajících mikrovlny pro tak zvané páteřní sítě: vzdálenosti mezi stanicemi několik desítek kilometrů (typicky 10 až 60 km byly z větší části používaly do 90. let 20. století. Kmitočtové pásmo níže 10 GHz, a především, informace být přenášené, byly pyšná obsahující pevný kapacita blok. Cílový byl na dodávají/zdroj požadovaný dostupnost pro celý blok (Plesiochronní digitální hierarchie, PDH nebo synchronní digitální hierarchie, SDH). Únik a/nebo vícecestné šíření ovlivňující spoj zkratka čas perioda během den musely být potlačeny diverzitní architekturou. Během v 90. letech 20. století mikrovlnný rádiový spoje začaly široce které mají být použity pro městské spoje v Celulární rádiová síť. Požadavky ohledně spoj vzdálenost změněný na kratší hops (méně než 10 km|mi|abbr=on}}, typicky 3 až 5 km, a frekvence byla zvýšena do pásem mezi 11 a 43 GHz a později, až 86 GHz (E-pásmo). Plánování spojů se více zabývá intenzivním deštěm a méně vícecestným šířením, takže diverzitní schémata se začala méně používat. Další velkou změnou, ke které došlo během poslední desetiletí, byl vývoj k paketovým přenosům. Pro ně se začaly používat nové techniky, např. adaptivní modulace.
V celulárních a mikrovlnných systémech se používá regulace vysílacího výkonu. Tyto mikrovlnné přenosy typicky používají výkon 0,03 až 0,3 W vyzářený parabolickou anténou v úzkém svazku o šířce několika stupňů (1 až 3-4). Rozložení mikrovlnných kanálů je regulováno Mezinárodní telekomunikační unií (ITU-R) a lokálními předpisy (ETSI, FCC). V posledních desetiletích začne být vyhrazené spektrum pro každé mikrovlnné pásmo extrémně zaplněné, což podněcuje použití technik pro zvýšení přenosové kapacita např. znovupoužití frekvencí, polarizační multiplexování, XPIC, technologie MIMO, apod.

### Historie

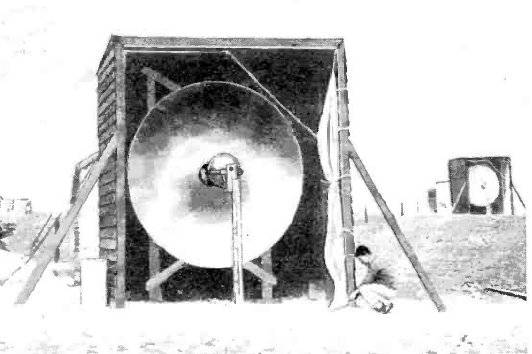
Antény experimentálního mikrovlnného radioreléového spoje 1,7 GHz přes kanál La Manche z roku 1931. Přijímací anténa (vpravo v pozadí) byla umístěna za vysílací anténou, aby se zabránilo rušení

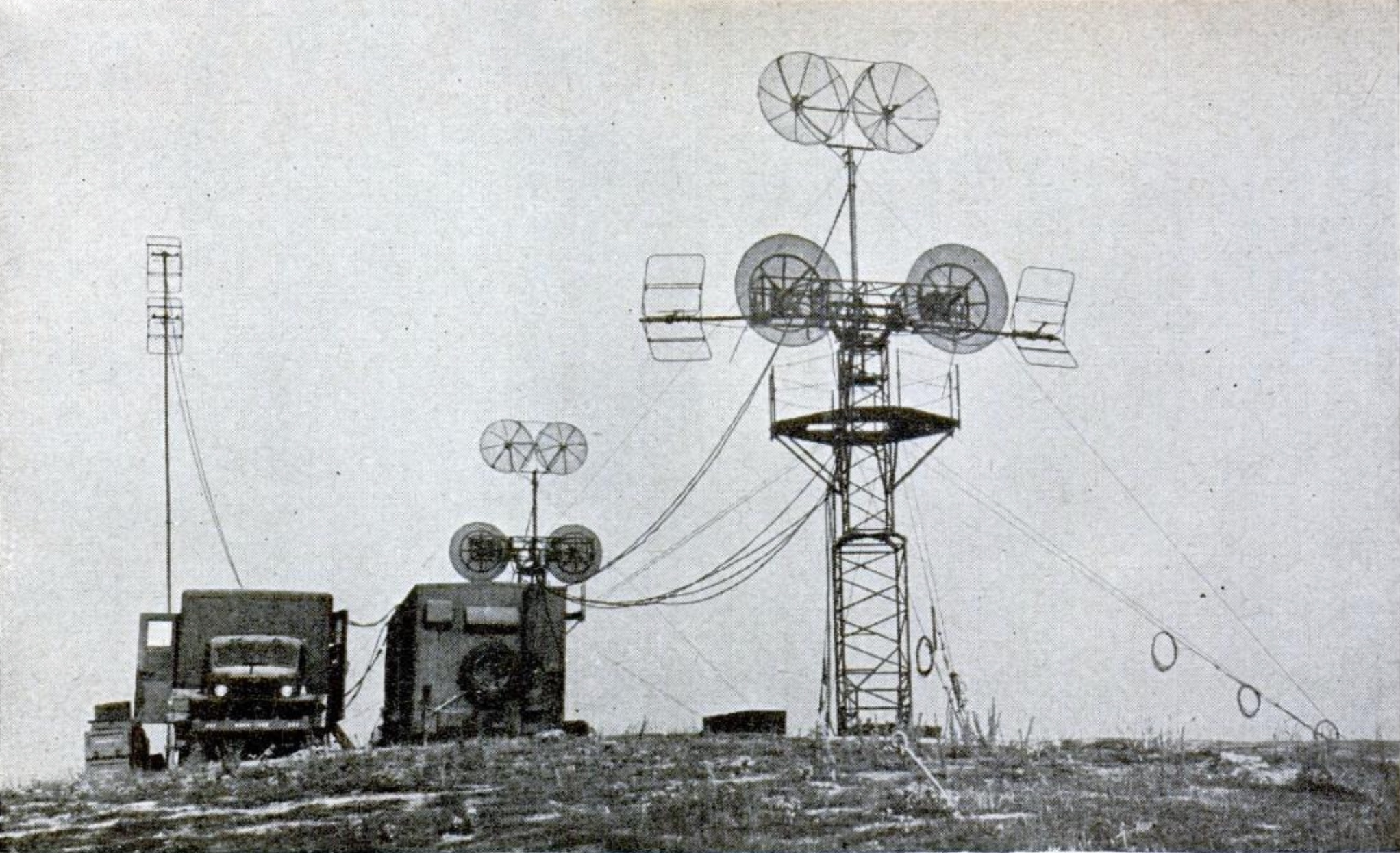
Signal Corps armády Spojených států přenositelná mikrovlnná radioreléová stanice z roku 1945. Mikrovlnné radioreléové systémy byly vyvinuty za 2. světové války pro bezpečnou vojenskou komunikaci

Historii radioreléové komunikace zahájil v roce 1898 Johann Mattausch publikací článku v rakouském časopise Zeitschrift für Elektrotechnik. Jeho návrh však byl primitivní a pro praktické použití nevhodný. První pokusy s rádiovými opakovači pro radioreléové spojení provedl v roce 1899 Emile Guarini-Foresio. Dlouhé a střední vlny používané během prvních 40 let historie rádia jsou schopny se šířit na dlouhé vzdálenosti přízemní vlnou, krátké vlny pak především prostorovou vlnou.[zdroj?]
V roce 1931 anglicko-francouzské konsorcium vedená Andre C. Clavierem předvedlo experimentální obousměrný mikrovlnný radioreléový spoj o frekvenci 1,7 GHz přes Lamanšský průliv s použitím třímetrových parabolických antén. Spoj přenášel telefonní, telegrafní a faksimilní komunikaci na vzdálenost 64 kilometrů mezi Doverem v Anglii a Calais ve Francii. Vyzářený výkon vyráběný miniaturní Barkhausenovou–Kurzovou elektronkou umístěnou v ohnisku paraboly byl 0,5 wattu. Vojenský mikrovlnný spoj mezi letišti v St. Inglevert ve Francii a Lympne ve Velké Británii vzdálenými 56 km vybudovaný roku 1933 byl v roce 1935 doplněn telekomunikačním spojem na kmitočtu 300 MHz, který byl prvním komerčním mikrovlnným radioreléovým systémem.
Vývoj radaru během druhé světové války přinesl většinu mikrovlnných technologií, které umožnily praktické budování mikrovlnných komunikačních spojů, především klystronový oscilátor a techniky návrhu parabolických antén. Radioreléové spoje v pásmu mikrovln začaly být využívány až ve 40. letech 20. století, protože přímé spoje v těchto pásmech mají dosah nejvýše 60 km k viditelnému obzoru,[zdroj?] protože se šíří na přímou viditelnost.[zdroj?] Ačkoli to není všeobecně známo, britská armáda provozovala během 2. světové války mikrovlnné spoje vytvořené soupravami Wireless Set No. 10.[zdroj?]
Po válce telefonní společnosti využily tuto technologii pro vybudování velkých mikrovlnných radioreléových sítí pro dálkový přenos telefonních hovorů. Během 50. let 20. století divize amerického telefonního operátora AT&T Long Lines vybudovala interkontinentální systém mikrovlnných radioreléových spojů pokrývající Spojené státy, který se postupně rozšiřoval na přenos většiny dálkových telefonních hovorů ve Spojených státech, stejně jako televizní síť signály. V roce 1946 byla hlavní motivací pro použití mikrovlnného spoje místo kabelu možnost instalovat velkou kapacitu rychle za nižší cenu.[zdroj?] V té době se předpokládalo, že každoroční provozní náklady za mikrovlnný spoj by byly větší než za kabel. Byly však dva důvody, proč spoje s velkou kapacitou byly požadovány rychle: prvním byla zvýšená poptávka po dálkových telefonních službách, způsobená odkladem jejich rozvoje během válečných let, a šíření televize, která vyžaduje mnohem větší šířku pásma než rozhlas.[zdroj?] Mezi městy New York a Murray Hill, kde v roce 1946 sídlily Bell Laboratories.[zdroj?] byl testován prototyp spoje nazývaného TDX. V roce 1947 byl uveden do provozu první produkční spoj TDX mezi New Yorkem a Bostonem. Původní TDX spoje byly nahrazovány spoji TD2, které ve vysílačích používaly Mortonovy elektronky 416B a později 416C vyráběné firmou Western Electric. Další verzí bylo TD3, který používal polovodičové součástky.[zdroj?]

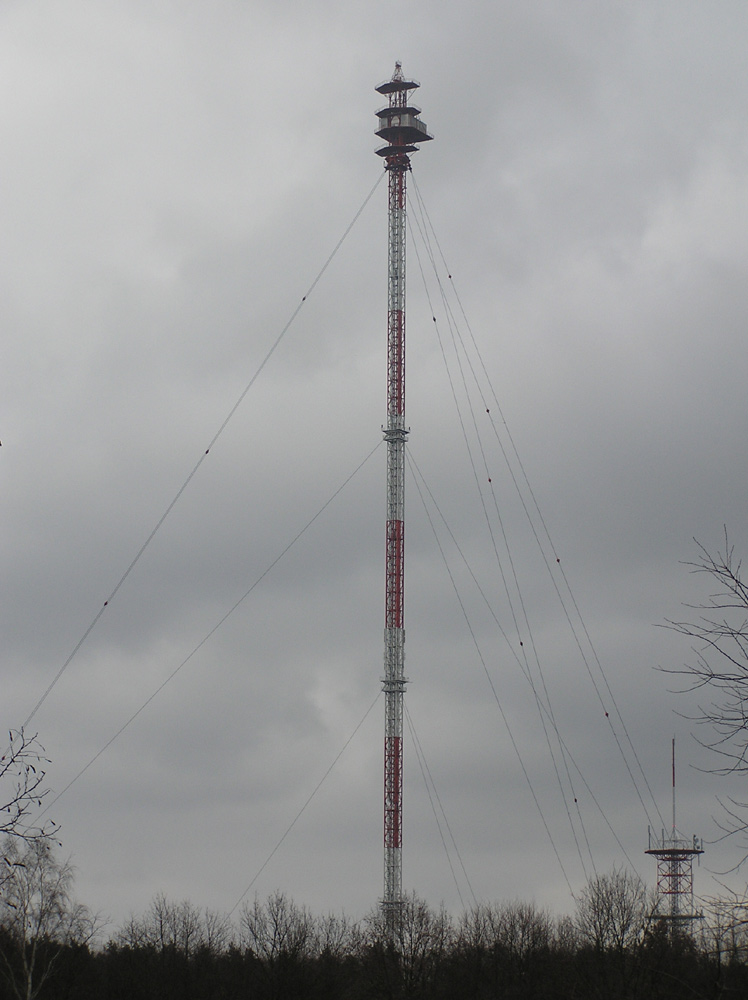
Richtfunkstelle Berlin-Frohnau

Významnou roli hrály mikrovlnné radioreléové spoje během studené války pro spojení se Západním Berlínem. Tyto spoje musely překlenout velkou vzdálenost na hraně technické proveditelnosti mezi Západním Německem a Berlínem. Kromě telefonního spojení zajišťovaly také přenos televizního a rozhlasového vysílání a spojení mezi studii a systémy plošného vysílání rozmístěnými po celé zemi, i spojení mezi rozhlasovými stanicemi, například pro výměnu programů.[zdroj?]
Vojenské mikrovlnné radioreléové systémy byly používány do 60. let 20. století, kdy jich mnoho bylo nahrazeno systémy používající troposférický rozptyl nebo telekomunikační satelity. Když vznikla vojenská složka NATO, mnohá z těchto existujících zařízení byla převedena na komunikační pásma. Typické komunikační systémy používané NATO v tomto období sestávalo z technologií, které byly vyvíjeny pro použití telefonními operátory v hostitelských zemích. Jedním z příkladů ze Spojených států je mikrovlnný radioreléový systém RCA CW-20A 1–2 GHz, který využíval ohebný UHF kabel místo tuhého vlnovodu, který vyžadovaly systémy pracující na vyšších frekvencích, což jej činilo ideálním pro taktické aplikace. Typická mikrovlnná radioreléová instalace nebo mobilní souprava měla dva rádiové systémy (plus zálohu) propojující dva uzly vzdálené na přímou viditelnost. Tyto stanice často přenášely 24 telefonních kanálů frekvenčním dělením na mikrovlnné nosné (např. Lenkurt 33C FDM). Libovolný kanál mohl také sloužit pro přenos až 18 dálnopisných spojení. Používaly se také podobné systémy z Německa a dalších členských zemí.[zdroj?]
Mnohé země vybudovaly do 80. let 20. století dálkové mikrovlnné radioreléové sítě, když se podíl mikrovlnných technologií v telekomunikacích snížil ve prospěch pevných sítí jako jsou optické kabely a telekomunikační satelity, které poskytují nižší cena za bit.[zdroj?]

Odposlech mikrovlnného spoje

Americké výzvědné služby, např. Národní bezpečnostní agentura (NSA), byly během studené války údajně schopné zachytit sovětský mikrovlnný provoz pomocí satelitů např. Rhyolite/Aquacade. Tyto systémy využívaly toho, že část vyzařovaného signálu z mikrovlnného spoje je vyzářena do prostoru.[zdroj?] Umístěním geosynchronního satelitu do trajektorie paprsku lze přijímat mikrovlnný signál.
Na přelomu století byly mikrovlnné radioreléové systémy používány stále více v mobilních rádiových aplikacích. Tato technologie je pro tyto aplikace zvláště vhodná díky nižším nákladům na provoz, efektivnější infrastruktuře a poskytnutím přímého hardwarového přístupu k operátor přenositelný rádiový.[zdroj?]

### Mikrovlnný spoj
Mikrovlnný spoj je komunikační systém, který používá svazek rádiových vln v mikrovlnném frekvenčním pásmu pro přenos videa, audia nebo dat mezi dvěma místy, která mohou být vzdálena od několika metrů do několika kilometrů. Mikrovlnné spoje jsou často používány televizními vysílacími společnostmi pro televizní přenosy z terénu do televizního studia.
Mobilní jednotky mohou být přímo spojené s kamerou, což poskytuje možnost volného pohybu kamery bez kabelů. Mobilní jednotky jsou často k vidění na postranních čarách sportovních hřišť na systémech Steadicam.

#### Vlastnosti mikrovlnných spojů
- Využívá šíření na přímou viditelnost
- Jsou značně ovlivňovány atmosférickými vlivy, včetně dešťového úniku
- Mají omezenou schopnost pronikat překážkami např. horami, budovami a stromy
- Citlivé na déšť, vodní páru, prach, sníh, oblačnost, mlhu, velkou vlhkost, podle použité frekvence
- Kvalita signálu se může zhoršovat při slunečních erupcích[9]
- Zpoždění šíření je menší než v optických kabelech sítě, protože rychlost šíření elektromagnetického vlnění ve vzduchu je větší než rychlost světla v optických kabelech.[10]

#### Použití mikrovlnných spojů
- Pro komunikaci mezi umělými družicemi a základnovými stanicemi
- Jako páteřní síť pro celulární systémy mobilní operátorů
- Pro komunikaci uvnitř budov
- Pro propojení vzdálených a regionálních telefonních ústředen k hlavní ústředně bez potřeby metalického nebo optického kabelu
- Pro určování intenzity deště mezi dvěma místy
- Pro získání finanční výhody pro vysokofrekvenční obchodníky na jedné akciové burze díky rychlejší znalosti změn cen na jiných burzách[10]

## Komunikace troposférickým rozptylem
Použití pozemních mikrovlnných radioreléových spojů je omezené vzdáleností viditelného obzoru, která je maximálně několik desítek kilometrů podle výšky antény. Komunikace troposférickým rozptylem (troposcatter, scatter) je technologie vyvinutá v 50. letech 20. století umožňující mikrovlnný komunikaci za horizont, do rozsah několika stovek kilometrů. Vysílač vyzařuje svazek mikrovln do volného prostoru, v malém úhlu nad horizont k přijímači. Jak svazek prochází troposférou, malý zlomek mikrovlnné energie je rozptýlen zpět k zemi vodní párou a prachem v ovzduší. Citlivý přijímač za horizontem zachycuje tento odražený signál. Srozumitelnost signálu získaného touto metodou závisí na počasí a jiných faktorech, a v důsledku toho, vysoká míra technických obtíží je zapojen v vytvoření spolehlivého rádiového radioreléového spoje za horizont. Spojení troposférickým rozptylem se proto používají pouze ve speciálních případech, kdy se nelze spoléhat na satelity a jiné dálkové komunikační kanály, např. pro vojenské komunikace.